# Clubiona valens
Clubiona valens är en spindelart som beskrevs av Simon 1897. Clubiona valens ingår i släktet Clubiona och familjen säckspindlar. Inga underarter finns listade i Catalogue of Life.